# ۱۳۰۳ (خورشیدی)
۱۳۰۳ هزار و سیصد و سومین سال هجری خورشیدی سالی عادی است.

## رویدادها

### مرداد
- ۷ - طرح استیضاح دولت رضاخان از سوی نمایندگان اقلیت مجلس شورای ملی به رهبری مدرس به شکست انجامید.[۱]

### مهر
- تأسیس شهرداری اردبیل.

### دی
- ۱۶ - بنیانگذاری مؤسسه تحقیقات واکسن و سرم‌سازی رازی.

### اسفند
- تأسیس نیروی هوایی شاهنشاهی ایران به دستور رضا پهلوی.

## زادروزها
- ۱ فروردین - مرضیه، خواننده ایرانی (درگذشت ۱۳۸۹)
- ۱ فروردین - عباس بلوکی‌فر، نقاش قهوه‌خانه‌ای (درگذشتهٔ ۱۳۸۸)
- ۱ فروردین  - خلیل عقاب، سیرک‌باز و هنرپیشه (درگذشت ۱۴۰۲)
- ۵ خرداد - محسن وزیری‌مقدم،  نقاش ایرانی (درگذشته ۱۳۹۷ )
- ۶ خرداد - محمدعلی جزایری، زبان‌شناس ایرانی (درگذشت ۱۳۷۹)
- ۱۱ خرداد - منوچهر همایون‌پور،  خواننده ایرانی (درگذشت ۱۳۸۵)
- ۲۱ خرداد - ادیب برومند، شاعر ملّی ایران و از رهبران جبهه ملی ایران، (درگذشت ۱۳۹۵)
- ۳۱ خرداد - عزت‌الله انتظامی، بازیگر ایرانی تئاتر و سینما، (درگذشت ۱۳۹۷)
- ۷ تیر - مهدی سهیلی، شاعر و نویسنده ایرانی (درگذشت ۱۳۶۶)
- ۳ شهریور - محمدعلی اسلامی ندوشن، شاعر، منتقد، مترجم و پژوهشگر ایرانی (درگذشت ۱۴۰۱)
- ۱۵ شهریور - علی باغبان‌باشی، دوندهٔ ایرانی ماراتن (درگذشت ۱۴۰۰)
- ۳۰ شهریور - فریدون هویدا، نویسنده، سیاست‌مدار و نقاش ایرانی (درگذشت ۱۳۸۵)
- ۹ مهر - عبدالرضا پهلوی، یکی از پسران رضا شاه پهلوی (درگذشت ۱۳۸۳)
- ۱۷ مهر - سید مجتبی نواب صفوی، بنیان‌گذار فدائیان اسلام (درگذشت ۱۳۳۴)
- مهر - محمد قاضی،  نقاش، مجسمه‌سازو خوشنویس ایرانی (درگذشت ۱۳۸۲)
- ۵ آبان - حسین کاظمی، نقاش نوگرای ایرانی (درگذشت ۱۳۷۵)
- ۱۰ آبان - مرتضی احمدی، بازیگر سینما و تلویزیون و گوینده و خواننده ایرانی (درگذشت ۱۳۹۳)
- ۳۰ آذر - حمیده خیرآبادی، بازیگر ایرانی و ملقب به مادر سینمای ایران (درگذشت ۱۳۸۹)
- ۱ دی - نصرت کریمی، بازیگر، کارگردان و مجسمه‌ساز ایرانی (درگذشت ۱۳۹۸)
- ۱۱ دی - علی‌محمد افغانی، نویسنده ایرانی
- دی - عبدالله مجتبوی، کشتی‌گیر آزادکار ایرانی (درگذشت ۱۳۹۰)
- ۱ بهمن - شیخ جعفر مجتهدی، عارف شیعی ایرانی (درگذشت ۱۳۷۴)
- ۷ اسفند - دلکش، خواننده ایرانی (درگذشت ۱۳۸۳)
- ۸ اسفند - امیرحسین آریان‌پور، نویسنده، مترجم و فرهنگ‌نویس ایرانی (درگذشت ۱۳۸۰)
- ۱۳ مرداد- سید فضل‌الله طباطبایی یزدی، فقیه و محدث ایرانی، بنیان‌گذار چاپ و نشر مذهبی ایران (درگذشت ۱۳۸۴)
- ۲۹ اسفند - اسماعیل نواب صفا، نویسنده، محقق، شاعر و ترانه‌سرای ایرانی (درگذشت ۱۳۸۴)
- احمد معصومی کوچصفهانی، بازجوی ایرانی ساواک (درگذشت ۱۳۵۷)
- علی عبده، مشت‌زن و مدیر ورزشی ایرانی (درگذشت ۱۳۵۸)
- رضا پاک‌نژاد، پزشک، نویسنده و سیاستمدار ایرانی (درگذشت ۱۳۶۰)
- منوچهر شیبانی، شاعر و نقاش ایرانی (درگذشت ۱۳۷۰)
- داوود نوروزی، از اعضای حزب توده ایران (درگذشت ۱۳۷۲)
- محمدجعفر محجوب، نویسنده، محقق و فرهنگ‌پژوه ایرانی (درگذشت ۱۳۷۴)
- احمد آذری قمی، فقیه شیعه و سیاست‌مدار ایرانی (درگذشت ۱۳۷۷)
- قاسمعلی ظهیرنژاد، نظامی ایرانی (درگذشت ۱۳۷۸)
- سید محمود پاکزاد، عکاس ایرانی (درگذشت ۱۳۸۰)
- علی‌اکبر غفاری، فقیه و محدث ایرانی (درگذشت ۱۳۸۳)
- منوچهر نوذری، دوبلور، بازیگر، مجری و کارگردان ایرانی (درگذشت ۱۳۸۴)
- منصور یاحقی، نوازنده ایرانی (درگذشت ۱۳۸۴)
- حسن اسماعیل‌زاده، نقاش ایرانی قهوه‌خانه (درگذشت ۱۳۸۵)
- حمید قنبری، خواننده و صداپیشهٔ ایرانی (درگذشت ۱۳۸۶)
- پروین دولت‌آبادی، شاعر ایرانی (درگذشت ۱۳۸۷)
- بهجت صدر، نقاش ایرانی (درگذشت ۱۳۸۸)
- غنی بلوریان، از رهبران کرد ایرانی (درگذشت ۱۳۸۹)
- محمدتقی برخوردار، کارآفرین ایرانی (درگذشت ۱۳۹۰)
- پرویز منصوری، مدرس ایرانی موسیقی (درگذشت ۱۳۹۰)
- حیدر صارمی، نمایش‌نامه‌نویس رادیویی (درگذشت ۱۳۹۰)
- یحیی شیدا، شاعر، نویسنده و روزنامه‌نگار ایرانی (درگذشت ۱۳۹۰)
- شیخ طه خالصی، رهبر طریقت طالبانی منطقه اورامانات پاوه (درگذشت ۱۳۹۰)
- علی مرادی، شاعر محلی ایرانی (درگذشت ۱۳۹۰)
- سید کرامت‌الله ملک‌حسینی، فقیه و سیاستمدار ایرانی (درگذشت ۱۳۹۱)
- محی‌الدین حق‌شناس، شاعر ایرانی (درگذشت ۱۳۹۲)
- محمد دانشور، مورخ و خبرنگار ایرانی (درگذشت ۱۳۹۲)
- سید محمدمهدی دستغیب، روحانی شیعه ایرانی (درگذشت ۱۳۹۳)
- حسام‌الدین مجتهدی، روحانی سنی ایرانی (درگذشت ۱۳۹۳)
- مسلم ملکوتی، مجتهد و سیاستمدار ایرانی (درگذشت ۱۳۹۳)
- چراغ‌علی اعظمی سنگسری، نویسنده و پژوهشگر ایرانی (درگذشت ۱۳۸۱)
- عبدالله انوار، مترجم و نسخه‌شناس ایرانی (درگذشت ۱۴۰۱)
- امیر عشیری، داستان‌نویس ایرانی (درگذشت ۱۳۹۵)
- مصطفی کمال پورتراب، آهنگساز ایرانی و از اساتید تئوری موسیقی، (درگذشت ۱۳۹۵)
- سید محمد جواد پیشوایی، فقیه ایرانی
- محمدعلی فیض لاهیجی، فقیه و سیاستمدار ایرانی (درگذشت ۱۴۰۰)
- مجید رهنما، حقوقدان و سیاستمدار سابق ایرانی، (درگذشت ۱۳۹۴)
- جواد شهرستانی، سیاستمدار سابق ایرانی، (درگذشت ۱۳۹۵)

## درگذشت‌ها
- تیر - محترم اسکندری، روزنامه‌نگار و فعال حقوق زنان (زاده ۱۲۷۴)
- تیر - ترور میرزاده عشقی، شاعر، روزنامه‌نگار، نویسنده و نمایشنامه‌نویس (زاده ۱۲۷۳)